# Carbofuran
Carbofuran (ISO-naam) of carbofuraan is een insecticide uit de groep van de carbamaten, meer bepaald de benzofuranylmethylcarbamaten, zoals carbosulfan, furathiocarb en benfuracarb. Het heeft ook een nevenwerking als nematicide en tegen bladluizen. Merknamen zijn onder meer Curater en Furadan (beide van FMC Chemical), Diafuran (Dianica), en de generieke naam Carbofuran (verscheidene andere bedrijven). In zuivere toestand is het een kleurloze kristallijne vaste stof.
Carbofuran kan ook een metaboliet zijn van andere carbamaatpesticiden, met name carbosulfan, furathiocarb en benfuracarb.
Carbofuran is een zeer giftige en potentieel dodelijke stof, zowel voor mensen, zoogdieren, vogels als vissen en andere waterorganismen. In de Europese Unie is carbofuran sedert 13 december 2007 niet meer erkend.

## Werking
Carbofuran is een systemisch pesticide, dat het acetylcholinesterase in het zenuwstelsel remt. Het heeft ook een werking door contact en in de maag. Soorten waartegen carbofuran werkzaam is, zijn onder meer:
- Agriotes (ritnaald)
- Elateridae (kniptorren)
- Aphis (de eerste generatie bladluizen)
- Atomaria linearis (bietekevertje)

## Toepassing
Carbofuran wordt ingezet tegen bodeminsecten bij de teelt van onder meer maïs, bieten of zonnebloemen. Het wordt daartoe mechanisch in de bodem ingewerkt bij het zaaien.

## Toxicologie en veiligheid
Carbofuran kan effecten hebben op het zenuwstelsel, met als gevolg stuiptrekkingen en verzwakte ademhaling. Het remt de acetylcholinesterase. De effecten kunnen met vertraging optreden. Blootstelling kan de dood veroorzaken.
Carbofuran heeft een hoge acute toxiciteit bij ratten (via inhalatie of ingestie) en bij vogels (onder meer de wilde eend (Anas platyrhynchos)). Ook voor vissen en aquatische invertebraten, en (door contact) bijen, is het zeer toxisch.
Op basis van dierproeven wordt carbofuran ook beschouwd als een potentiële hormoonontregelende stof (endocriene disruptor).

## Europese Unie
Carbofuran was een van de bestaande pesticiden die in het kader van een EU-herzieningsprogramma voor werkzame stoffen werden onderzocht naar hun effecten op mens en milieu. Uit dit onderzoek bleek, dat niet kon worden aangetoond dat carbofuran op een veilige wijze kan worden gebruikt.
Op basis van dit onderzoek heeft de Europese Commissie beslist om het gebruik van gewasbeschermingsmiddelen die carbofuran bevatten niet meer toe te laten. De erkenningen voor dergelijke middelen moeten worden ingetrokken uiterlijk op 13 december 2007; de bestaande voorraden mochten nog gedurende een jaar nadien gebruikt worden. In België ging het om de producten Curater en Furadan, die erkend waren voor gebruik in de bietenteelt, de maïsteelt (behalve suikermaïs), witloofwortelteelt, cichorei- en sierplantenteelt.